# Jackie Joyner-Kersee
Jacqueline "Jackie" Joyner-Kersee (East St. Louis, 3 de março de 1962) é uma antiga atleta americana. Jackie é considerada uma das melhores atletas de todos os tempos no heptatlo e no salto em distância. Ela ganhou três medalhas de ouro, uma prata e duas de bronze nos Jogos Olímpicos: Los Angeles 1984, Seul 1988, Barcelona 1992 e Atlanta 1996. 
A revista Sports Illustrated a elegeu como a maior Atleta Feminina do Século XX.
Em 2012, foi imortalizada no Hall da Fama do atletismo, criado no mesmo ano como parte das celebrações pelo centenário da IAAF.
É recordista mundial do heptatlo desde 1986, e foi recordista mundial do salto em distância entre 1987 e 1988.